# Ivo Sanader
Ivo Sanader (tidligere Ivica Sanader; født 8. juni 1953 i Split) er en kroatisk politiker, som var landet premierminister fra 2003 til 2009.
Sanader tog sin uddannelse i komparativ litteratur i Østrig, hvor han efterfølgende arbejdede i 1980'erne. Han arbejdede som journalist, i marketing og som privat iværksætter. I 1990'erne var han kortvarigt direktør for teatret i Spilt før han blev Minister for forskning og teknologi som medlem af Hrvatska demokratska zajednica (HDZ). Snart derefter var han viceudenrigsminister i to perioder.